# Nicolas Sarremejane
 (mars 2017).
Nicolas Sarremejane, né le 18 octobre 1990 à Toulouse, est un skieur handisport français sourd dont la carrière sportive a débuté en 2011 au niveau international.
À la suite d'un accident ayant entraîné des problèmes d’audition dans sa petite enfance, il a le statut de personne en situation de handicap. Il commence la compétition à 12 ans. Le sport est devenu pour lui un moyen d’intégration et de valorisation en obtenant des résultats significatifs en handisport ou avec les valides.
En tant que skieur sourd, il participe aux mondiaux sourds et aux Deaflympics qui est l'équivalent des Jeux paralympiques pour les sourds.

## Deaflympics
| Épreuve / Édition                | Descente | Super-G | Slalom géant | Slalom | Super-combiné |
| -------------------------------- | -------- | ------- | ------------ | ------ | ------------- |
| Deaflympics 2015 Khanty-Mansiysk | 4e       | Bronze  | Or           | DNF    | DNF           |
| Deaflympics 2019 Valfurva        | 6e       | Argent  | Argent       | Argent | Bronze        |

Légende :
- : première place, médaille d'or
- : troisième place, médaille de bronze
- DNF : Did Not Finish, non terminé

### Championnats du monde sourds
| Épreuve / Édition        | Descente | Super-G | Slalom géant | Slalom | Super-combiné |
| ------------------------ | -------- | ------- | ------------ | ------ | ------------- |
| Mondiaux 2013 Nesselwang | 4e       | Argent  | Bronze       | Or     | Argent        |
| Mondiaux 2017 Innerkrems | Argent   | Bronze  | Or           | Or     | DNF           |

Légende :
- : première place, médaille d'or
- : deuxième place, médaille d'argent
- : troisième place, médaille de bronze
- DNF : Did Not Finish, non terminé